# Ostroușkî, Șostka
Ostroușkî (în ucraineană Остроушки) este un sat în comuna Korotcenkove din raionul Șostka, regiunea Sumî, Ucraina.

## Demografie
Componența lingvistică a localității Ostroușkî
     Ucraineană (91,25%)
     Belarusă (8,75%)
Conform recensământului din 2001, majoritatea populației localității Ostroușkî era vorbitoare de ucraineană (91,25%), existând în minoritate și vorbitori de belarusă (8,75%).